# Норт Дакота (линеен кораб, 1908)
Норт Дакота (на английски: USS North Dakota (BB-29)) е линеен кораб на САЩ. Вторият кораб в серията тип „Делауеър“. Става четвъртият дредноут във флота на САЩ.
Линкорът „Северна Дакота“ е заложен в корабостроителницата Fore River Shipyard през декември 1907 г., спуснат е на вода през ноември 1908 г. и е въведен в състава на ВМС на САЩ през април 1910 г. Корабът е въоръжен с пет двуоръдейни кули с десет 305-мм оръдия и развива максимална скорост от 21 възела (39 км/ч). „Северна Дакота“ е първият кораб във ВМС на САЩ, наречен в чест на 39-ия щат.
„Северна Дакота“ има мирна кариера; през 1914 г. линкорът участва в заемането от войските на САЩ на Веракрус, но не води огън по противника. След влизането на Съединените щати в Първата световна война, през април 1917 г., „Северна Дакота“ остава в САЩ. На кораба преминават обучение матроси за бързо увеличаващия се военноморски флот. Линкорът остава на действителна военна служба до началото на 1920 години. В съответствие с Вашингтонското морско съглашение е отписан от флота през ноември 1923 г. Впоследствие е преобразуван на радиоуправляем кораб-мишена.

## История на службата
„Северна Дакота“ е заложен на 16 декември 1907 г. от Fore River Shipyard в Куинси, Масачузетс. Линкорът е спуснат на вода на 10 ноември 1909 г. и влиза в експлоатация на 11 април 1910 г. За първи командир на кораба е назначен командер (капитан 2 ранг) Чарлз П. Плакет. На 8 септември 1910 г. на кораба става взрив на нефтена цистерна и започва пожар, когато корабът се намира в морето. Шест члена на екипажа, за действията си по време на пожара, получават Медала на честта „за проявен героизъм при изпълнение на своите задължения“.
След влизането в строй „Северна Дакота“ е насочена в Атлантическия Флот. Линкорът участва в бойната подготовка и ученията на флота, участва в маневри и артилерийски учения в Атлантика и Карибско море. На 2 ноември 1910 г. „Северна Дакота“ за първи път пресича Атлантика посещавайки Великобритания и Франция. На следващата пролет участва в маневрите в Карибско море. През 1912 г. и 1913 г. на линкора преминават обучение кадетите на Военноморското училище. На 1 януари 1913 г. линкорът се присъединява към ескорта на британския крайцер „HMS Natal“, който превозва тялото на Уайтлоу Рид, от Великобритания за Съединените щати.
Когато през август 1914 г. започва войната в Европа САЩ запазват неутралитет. ВМС на САЩ вземат участие по време на революционните събития в Мексико. На 26 април 1914 г. „Северна Дакота“ пристига във Веракрус. Пет дни след това, откакто американските матроси са заели града, линкорът отплава от Веракрус и извършва поход по протежение на Мексиканското крайбрежие. На 16 октомври се връща в Норфолк, щата Вирджиния.
Атлантическия Флот на САЩ провежда интензивно обучение, готвейки се за възможното влизане в конфликта. Когато Съединените щати обявяват война на Германия, на 6 април 1917 г., линкорът „Северна Дакота“ провежда бойна подготовка в Чесапикския залив. За разлика от линкора „Делауеър“, „Северна Дакота“ остава в американски води и не води бойни действия по време на войната. Той се базира във Вирджиния и Ню Йорк, на неговия борд преминават подготовка и обучение артилеристи и персонал за машинните отделения за бързо растящия военен флот на САЩ. Адмирал Хю Родман настоява „Северна Дакота“ да остава в базата, по причина ниската надеждност на неговите двигатели. През 1917 г., по време на модернизация на силовата установка турбините на линкора са заменени с нови, също са поставени нови контролно-измервателни прибори за воденето на огъня.
На 13 ноември 1919 г. „Северна Дакота“ отплава от Норфолк, пренасяйки на борда си останките на италианския посланик в Съединените щати. Извършвайки поход по Средиземно море линкорът посещава Атина, Константинопол, Валенсия и Гибралтар. През пролетта на 1920 г. корабът се връща в САЩ и приема участие в мащабни маневри в Карибско море.
През юли 1921 г. преминават съвместни учения на армията и военноморския флот в които участва и „Северная Дакот“. По време на тези учения самолети на ВВС на САЩ провеждат учебни бомбардирания, унищожавайки бившия немски линкор „SMS Ostfriesland“ и крайцера „Франкфурт“. „Северна Дакота“ се връща към установения ред за носене на службата. През лятото на 1922 и 1923 г. има учебни походи с курсанти на морското училище на борда. Линкорът извършва своя последен поход в европейски води, където посещава Испания, Шотландия и Скандинавия.
С края на Първата световна война, САЩ, Великобритания и Япония започват реализиране на грандиозни военноморски програми за строителство на флота.
Страните стигат до общ извод, че нова военноморска гонка във въоръженията ще бъде много обременителна. За обсъждането на ограничаването на морските въоръжения е прието решение да се събере във Вашингтон Военноморска конференция. През февруари 1922 г. е подписано Вашингтонското морско съглашение.
В съответствие с член II на Вашингтонско съглашение, „Северна Дакота“ и неговия систършип „Делауеър“ трябва да бъдат извадени от флота, след като новите линкори „Колорадо“ и „Западна Вирджиния“ влязат в строй. „Северна Дакота“ е отписан от флота на 22 ноември 1923 г. в съответствие с условията на съглашението.

## Край на кариерата
Корабът е разоръжен и прекласифициран в небоен съд на 29 май 1924 г., след което е преоборудван в радиоуправляем кораб-мишена. Турбините на „Северна Дакота“ са демонтирани и по-късно се използват от линкора „Невада“, при неговата модернизация през 1930 години. Бившият линкор се използва като кораб-мишена до 1930 г., след което е заменен от линкора „Юта“ на тази позиция.
На 7 януари 1931 г. линкорът „Северна Дакота“ е изключен от Регистъра на Военните кораби на САЩ и на 16 март 1931 г. е продаден на компанията „Union Shipbuilding Co“ от Балтимор за разкомплектоване за метал.